# Everyway That I Can
„Everyway That I Can“ (на български: По всеки начин, по който мога) е песента, която печели Евровизия 2003 в Рига, Латвия, със 167 точки. Песента е изпята на английски език от турската певица Сертаб Еренер.

## Творческа история
Песента е написана от Демир Демиркан в началото на 2003 г. и продуцирана и аранжирана от Озан Чолакоглу, който е известен с творбите си с Таркан. Турската телевизия TRT избира нейната песен, за да представи Турция в Евровизия 2003 в Рига, Латвия. Първоначално, песента „Everyway That I Can“ предизвика спор из турската общественост, смятана твърде поп ориентирана от някои хора. Критиката възниква и от решението на Сертаб Еренер да изпълнява песента на английски език, а не на турски език. Песента, която съчетава струни с висок темп с турските традиционни инструменти, не се считаше за толкова голям фаворит за победата – всъщност руския дует „Тату“ са най-водещите фаворити. По време нагласуването Русия, Турция и Белгия сменят местата си на върха няколко пъти, преди Словения, която е последната страна, която дава своите точки, в крайна сметка да дава на Турция победата с преднина от само с две точки пред Белгия.